# Värmlänningarna (1957)
Värmlänningarna är en svensk dramafilm från 1957, i regi av Göran Gentele.

## Om filmen
Som förlaga till filmen har man Fredrik August Dahlgrens pjäs Wermlenningarne. Ytterligare fyra filminspelningar och två TV-inspelningar har gjorts av folklustspelet Wermlenningarne sedan 1910.
Filmen premiärvisades 26 december 1957. Ingvar Wixell dubbade i sångpartierna Per Myrberg. 

## Rollista
- Busk Margit Jonsson - Anna Hansson
- Per Myrberg - Erik Svensson
- Adolf Jahr - Löpar-Nisse Jonsson
- Sven Nilsson - Stor-Sven Ersson i Hult, nämndeman, Eriks far
- Märta Dorff - Mor Lisa, Eriks mor
- Olle Hilding - Jan Hansson, torpare, Annas far
- Märta Arbin - Mor Annika, Annas mor
- Björn Gustafson - Anders, dräng hos Annas föräldrar
- Frank Sundström - brukspatron
- Marianne Aminoff - Nådig frun
- Gerard Lindqvist - Wilhelm, deras son
- Mona Malm - Lotta, Wilhelms syster
- Hans Strååt - Rik-Ola i Gyllby
- Kerstin Meyer - Brita Olsdotter, Rik-Olas dotter
- Claes Gill - prosten
- Tommy Nilson - Per, dräng hos Stor-Sven i Hult
- Irma Erixson - Stina, piga hos Stor-Sven i Hult
- Georg Skarstedt - betjänt hos brukspatron
- Fritiof Billquist - patron på Aspsäter

## Musik i filmen
- Ack Värmeland, du sköna (Värmlandssången/Värmlandsvisan*), text Anders Fryxell, sång: Ingvar Wixell
- Lergöken, kompositör Nathan Görling, instrumental
- O schöner Mai. Ur Prinz Methusalem, kompositör Johann Strauss d.y., instrumental
- Hej hoppsasa!, kompositör Andreas Randel, text Fredrek på Rannsätt, sång: Björn Gustafson
- Och gossen gav sig ut, kompositör Andreas Randel, text Fredrek på Rannsätt, sång: Björn Gustafson och Busk Margit Jonsson
- Jössehäradspolska, bearbetning Andreas Randel, instrumental, dans: Busk Margit Jonsson och Björn Gustafson
- Farväl nu med lycka, kompositör Andreas Randel, text Fredrek på Rannsätt, instrumental
- Jag sjunger och dansar, kompositör Andreas Randel, text Fredrek på Rannsätt, sång: Ingvar Wixell
- O, du allersüsste Freude (Helge Ande, hjärtats nöje), kompositör Johann Schop, tysk text Paul Gerhardt svensk text Haquin Spegel
- Vingåkersdansen, trolig kompositör Anders Selinder, instrumental
- Halling, kompositör Andreas Randel
- Nu far jag bort så långt från dig, kompositör Andreas Randel, text Fredrek på Rannsätt, sång: Ingvar Wixell och Busk Margit Jonsson
- Jag lyfter mina händer, kompositör Melchior Techner, svensk text 1694 Jakob Arrhenius textbearbetning 1694 Jesper Swedberg
- Godnatt nu min väna lilja, kompositör Andreas Randel, text Fredrek på Rannsätt, sång: Busk Margit Jonsson
- Nu haver jag tjänat, kompositör Andreas Randel, text Fredrek på Rannsätt, sång: Olle Hilding
- Jag sjungit har i dagar, kompositör Andreas Randel, text Fredrek på Rannsätt, sång: Busk Margit Jonsson
- Bruddans, kompositör Andreas Randel, instrumental, dans: Busk Margit Jonsson och Per Myrberg
- Nu skål för Erik och skål för Anna, musikarrangör Andreas Randel, text Fredrek på Rannsätt